# Liste der Baudenkmäler in Obernzell
Auf dieser Seite sind die Baudenkmäler in dem niederbayerischen Markt Obernzell zusammengestellt. Diese Tabelle ist eine Teilliste der Liste der Baudenkmäler in Bayern. Grundlage ist die Bayerische Denkmalliste, die auf Basis des Bayerischen Denkmalschutzgesetzes vom 1. Oktober 1973 erstmals erstellt wurde und seither durch das Bayerische Landesamt für Denkmalpflege geführt wird. Die folgenden Angaben ersetzen nicht die rechtsverbindliche Auskunft der Denkmalschutzbehörde.

## Ensembles

### Ensemble Ortskern Obernzell

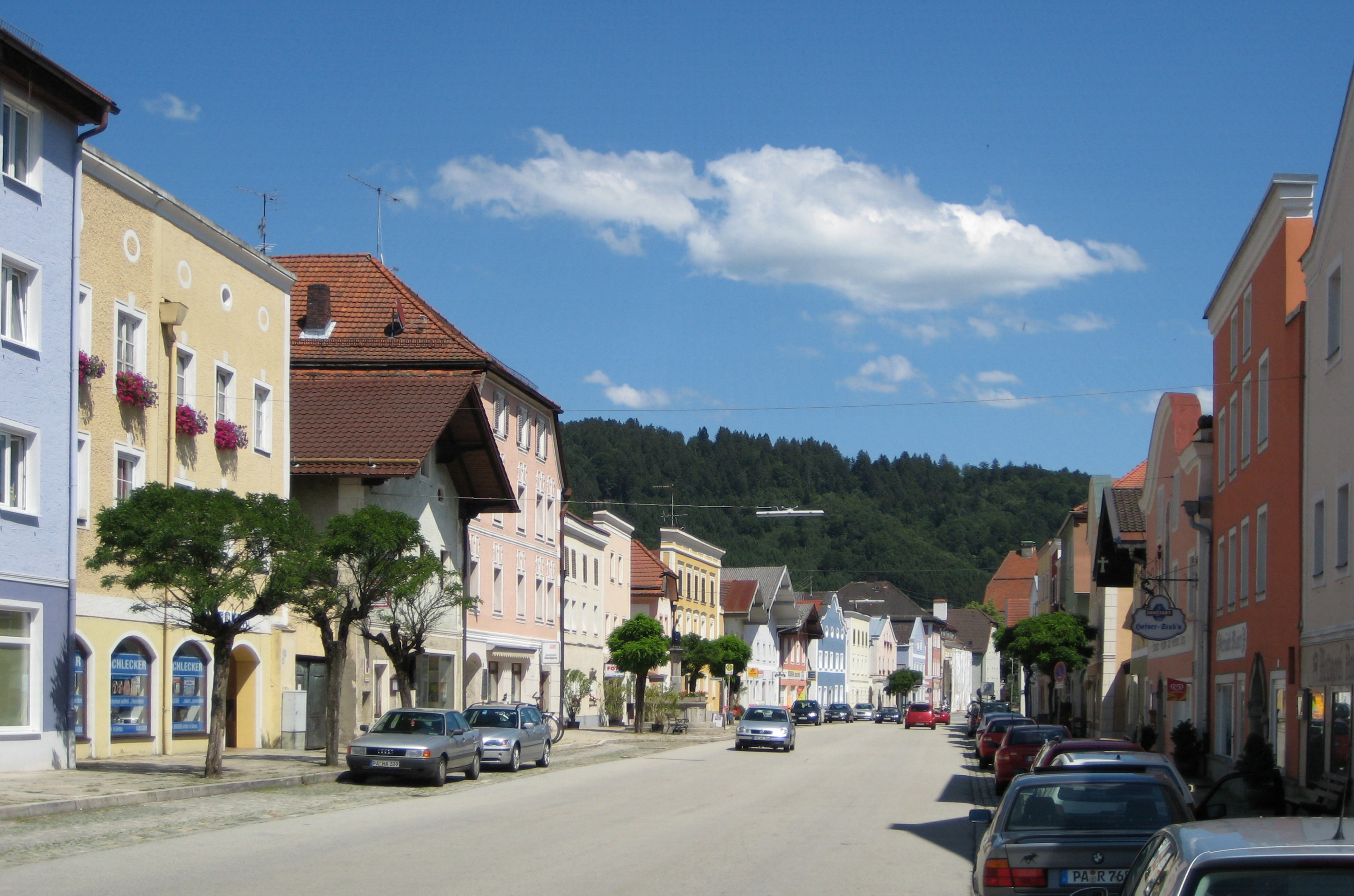
Ensemble Ortskern

Die Marktgemeinde Obernzell, einer der Hauptorte des alten Hochstifts Passau, liegt am linken Donau-Ufer, kurz vor der oberösterreichischen Landesgrenze. In seiner historischen Ausdehnung besteht der Ort aus einem langgestreckten Straßenmarkt am Ufer der Donau, aus der mittig nach Norden abzweigenden Kirchengasse mit der Pfarrkirche, die hinter der Marktplatzbebauung aufragt, aus dem Schlossbezirk, der dem Markt östlich vorgelagert ist und aus einem kleinen vorstadtähnlichen Bereich im Westen. Der Ort wurde ehemals nach seinen hochmittelalterlichen Besitzern, den Herren von Griesbach, auch Griesbach in der Zell, später nach seiner bekanntesten handwerklichen Produktion Hafnerzell genannt. Unter Bischof Ulrich II. (1215–22) kam er an das Hochstift Passau. 1359 bestätigte Bischof Gottfried die Marktrechte. Der das Ortsbild bestimmende Marktplatz dürfte im Grundriss im 13. Jahrhundert entstanden, bzw. ausgebaut worden sein. Eine südliche und eine nördliche Zeile von je etwa 30 Grundstücksparzellen fassen ihn ein. Die nördliche Reihe hat große Tiefenausdehnung. Sie reicht rückwärts bis an die alte Marktgrenze, die seit dem späteren 18. Jahrhundert durch einen angerartigen Straßenzug (Krankenhausstraße) mit einer Allee markiert wird. Den Wohngebäuden am Markt sind nach Norden Wirtschaftsgebäude und Hausgärten zugeordnet. In der Mitte dieser Parzellenreihe fand in einer hofartigen Aussparung die Pfarrkirche ihren Platz. Auch wenn der Barockbau hinter den Häusern am Markt liegt, überragt seine Doppelturmfassade die bürgerlichen Anwesen. Die Grundstücke der südlichen Marktzeile zur Donau hin haben geringere Tiefe. Die Bebauung hat hier zum Teil auch zum Donaustrom hin eine Gestaltung erfahren (Uferstraße). Neben Hausgärten und einigen Wirtschaftsgebäuden weist die Wasserfront des Ortes spätbarocke und biedermeierliche, giebelständige Wohn- und Gartenhäuser sowie einzelne Manufakturgebäude auf. Die Bebauung am Marktplatz selbst ist geschlossen. Die verputzten Wohnhäuser haben zwei bis drei Geschosse und besitzen eine lebendige Dächervielfalt; Traufseithäuser wechseln mit Halbwalmdachbauten, die Steilgiebel liegen fast immer hinter waagrechten oder geschweiften Vorschussmauern. Neben den stattlichen Gasthöfen und Schifferhäusern, die ihre äußere Gestaltung meist nach dem großen Ortsbrand 1839 in biedermeierlichen Formen erfahren haben, im Kern aber viel älter sind, gibt es noch einige Handwerkerhäuser mit vorstehenden Flachsatteldächern. Im Osten hat der Straßenraum sein Blickziel im alten Pflegschloss, einer ehemals von Wasser umflossenen spätgotischen Anlage, ausgebaut im späten 16. Jahrhundert, die an die Passauische Herrschaft in Obernzell erinnert. Der vormarktähnliche Bereich im Westen wird dagegen von schlichten Reihen kleiner traufseitiger Wohnhäuser bestimmt, die wohl größtenteils auf veränderter Parzellenstruktur nach dem Ortsbrand 1839 entstanden sind. Aktennummer: E-2-75-137-1.

## Marktbefestigung
| Lage       | Objekt     | Beschreibung | Akten-Nr.     | Bild |
| ---------- | ---------- | --- | ------------- | ---- |
| (Standort) | Marktmauer | Reste der Marktmauer auf der Nordseite des Marktes entlang der südlichen Krankenhausstraße, Bruchstein, wohl 17. Jahrhundert, Abschnitte unter folgenden Adressen von West nach Ost: Tillygasse 4, Marktplatz 42/44, Krankenhausgasse 19, Marktplatz 40, Marktplatz 20, Marktplatz 16, Marktplatz 12, Marktplatz 10, Krankenhausstraße 7, Marktplatz 2 | D-2-75-137-22 | BW   |

## Baudenkmäler nach Ortsteilen

### Obernzell
| Lage                                                                | Objekt                                                     | Beschreibung | Akten-Nr.      | Bild                                                       |
| ------------------------------------------------------------------- | ---------------------------------------------------------- | --- | -------------- | ---------------------------------------------------------- |
| In Obernzell; Ledererplatz 10 (Standort)                            | Bildstock                                                  | Sogenannte Pestsäule, Pfeiler mit verdachtem Kopfstück, Granit, bezeichnet 1667 (Der Bildstock wurde bei Kanalbauerbeiten beschädigt. Der aktuelle Aufbewahrungsort unbekannt.) | D-2-75-137-1   | BW                                                         |
| Griesenbach (Standort)                                              | Bildstock                                                  | Säulenschaft mit verdachtem Tabernakelaufsatz, bezeichnet 1657 | D-2-75-137-4   | Bildstock                                                  |
| Bachstraße 5 (Standort)                                             | Ehemals Apotheke                                           | Zweigeschossiger und traufständiger Flachsatteldachbau mit Putzgliederungen und schmiedeeisernem Balkon, klassizistisch, um 1800 | D-2-75-137-2   | Ehemals Apotheke                                           |
| Bachstraße 21 (Standort)                                            | Ehemaliges Gasthaus Oberneder                              | Zweigeschossiger und giebelständiger Flachsatteldachbau mit Blockbaugiebel und Giebelschrot, Obergeschoss klassizistisch gegliedert, um 1800 | D-2-75-137-3   | Ehemaliges Gasthaus Oberneder                              |
| Bachstraße 32 (Standort)                                            | Zweiflügeliges Holztor                                     | Mit schmiedeeisernen Beschlägen des 18. Jahrhunderts | D-2-75-137-5   | Zweiflügeliges Holztor                                     |
| Bahnhofstraße 4 (Standort)                                          | Ehemals Bahnhof                                            | Zweiteiliges Bahnhofsgebäude, Holzständer-Bauweise auf Granitsockel, Fenster des Erdgeschosses mit Schulterrahmen, 1909; Hauptbau zweigeschossiger Pavillon mit Zeltdach, Wiegehalle im Erdgeschoss und ehemalig Dienstwohnung im Obergeschoss; westlich erdgeschossige Warte- und Schalterhalle mit lang gestrecktem Satteldach | D-2-75-137-102 | Ehemals Bahnhof                                            |
| Hammermühlstraße 4 (Standort)                                       | Hammerschmiede zugehörige Schmiedewerkstatt                | Zweigeschossiger und giebelständiger Satteldachbau, zur Straße Halbdach, mit Kragsturzportal und zwei Hämmern, im Kern noch 16. Jahrhundert | D-2-75-137-7   | weitere Bilder                                             |
| Hammermühlstraße 21 (Standort)                                      | Ehemals Schmelztiegelfabrik Saxinger                       | Hauptgebäude, zweigeschossiger und giebelständiger Mansardwalmdachbau mit Fußwalm und Rundbogenfenstern, 1853 | D-2-75-137-8   | Ehemals Schmelztiegelfabrik Saxinger                       |
| Hengstenberg (Standort)                                             | Gartenpavillon (Salettl)                                   | Eingeschossiger und achteckiger Kuppeldachbau auf Sockelgeschoss, 1844; Garteneinfriedung, Pfeiler mit Putzspiegeln, Deckplatten, Aufsätzen und zwei Putten im Stil des Rokokos, Sandstein, 1844 | D-2-75-137-18  | Gartenpavillon (Salettl)                                   |
| Hochhäuslweg 6 (Standort)                                           | Bildstock                                                  | Säulenschaft mit vierseitig verdachtem Tabernakelaufsatz, Granit, bezeichnet 1718 | D-2-75-137-11  | Bildstock                                                  |
| Kaufmannweg; Kirchengasse; Tillygasse; Krankenhausstraße (Standort) | Brunnen                                                    | Rechteckiges Becken aus Granit, bezeichnet 1882, mit Marienfigur, Mitte 20. Jahrhundert erneuert; vor Marktplatz 28 | D-2-75-137-66  | weitere Bilder                                             |
| Kaufmannweg; Kirchengasse; Tillygasse; Krankenhausstraße (Standort) | Wegkreuz                                                   | Korpus im Dreinageltypus, 19. Jahrhundert | D-2-75-137-135 | Wegkreuz                                                   |
| Kaufmannweg 17 (Standort)                                           | Sommerhäuschen                                             | Zweigeschossiger und giebelständiger Bau mit vorschießendem Flachsatteldach, überdachter Altane und reichen Verzierungen in Laubsägemanier, Landhausstil, Ende 19. Jahrhundert | D-2-75-137-12  | Sommerhäuschen                                             |
| Kirchengasse 2; Marktplatz 26; Marktplatz 20 (Standort)             | Katholische Pfarrkirche Mariä Himmelfahrt                  | Kreuzförmiger Zentralbau mit Doppelturmfassade und Lisenengliederung, 1740–47, wohl von dem Passauer Maurermeister Severin Goldberger, Erneuerung der Gewölbe 1888/89, Doppelturmfassade 1896, unter Verwendung des südlichen spätmittelalterlichen Turmes; mit Ausstattung; Einfriedung mit nördlichem Eingangsrondell und stichbogigen Nischen, wohl 18. Jahrhundert | D-2-75-137-13  | weitere Bilder                                             |
| Kirchweg (Standort)                                                 | Treppenanlage auf dem Weg von der Pfarrkirche zum Friedhof | Einarmiger Lauf mit Granitstufenpaaren und Podesten, am Antritt bezeichnet 1863 | D-2-75-137-134 | Treppenanlage auf dem Weg von der Pfarrkirche zum Friedhof |
| Klosterweg 26; Klosterweg 28 (Standort)                             | Ehemalige Pfarrkirche St. Margarete                        | Jetzt Friedhofskirche, Saalkirche mit eingezogenem Polygonalchor, Westturm und Vorzeichen, spätgotisch, Westturm Ende 17. Jahrhundert; mit Ausstattung; am Chorhaupt sogenannte Saxinger-Gruft, eingeschossiger Bau mit Portalädikula und architektonischen Gliederungen, Neurenaissance, spätes 19. Jahrhundert; Friedhofsmauer, Zugänge mit zwei Pfeilern, 17.-18. Jahrhundert; beim südlichen Friedhofsausgang Ädikulanische, mit Ölbergchristus, wohl 18. Jahrhundert; Aussegnungshalle, eingeschossiger und traufständiger Satteldachbau mit Zwerchgaube und Spitzbogenöffnung, neugotisch, Ende 19. Jahrhundert; Kruzifix im Dreinageltypus, 18. Jahrhundert; Kriegerdenkmal für 1914-18 und 1939-45, zwei Pfeiler mit geschwungenem Anlauf und Kanonenkugelhaufen-Bekrönung, um 1920 | D-2-75-137-14  | weitere Bilder                                             |
| Klosterweg 31 (Standort)                                            | Ehemaliger Pfarrhof                                        | Zweigeschossiger und traufständiger Schopfwalmdachbau mit Putzgliederungen, Eckquaderung und abgeböschter Fassade, 18. Jahrhundert; Nebengebäude, hakenförmiger, zweigeschossiger und abgewalmter Satteldachbau mit Eckpavillon und Fassadenbild, 18./19. Jahrhundert | D-2-75-137-15  | weitere Bilder                                             |
| Krankenhausstraße (Standort)                                        | Wegkreuz                                                   | Korpus im Dreinageltyp, Holz, 1. Hälfte 19. Jahrhundert | D-2-75-137-24  | Wegkreuz                                                   |
| Kaufmannweg; Kirchengasse; Tillygasse; Krankenhausstraße (Standort) | Kriegerdenkmal für 1870-71                                 | Konischer Block über gegliedertem Sockel, Granit, Ende 19. Jahrhundert | D-2-75-137-23  | weitere Bilder                                             |
| Krankenhausstraße (Standort)                                        | Lindenallee                                                | Anlage aus der Mitte des 19. Jahrhunderts | D-2-75-137-21  | BW                                                         |
| Krankenhausstraße 14 (Standort)                                     | Wohnhaus                                                   | Zweigeschossiger und firstparalleler Walmdachbau mit Putzgliederungen, um 1900 unter Verwendung älterer Bauteile eines Salzstadels erbaut | D-2-75-137-16  | Wohnhaus                                                   |
| Krankenhausstraße 16 (Standort)                                     | Pavillon, Garten                                           | Gartenanlage der Saxinger-Villa, vom Krankenhaus im unteren Teil überbauter Landschaftsgarten, Ende 19. Jahrhundert; Pavillon, zweigeschossiger Achteckbau mit Zwiebelhaube, Erdgeschoss-Arkaden mit Grotte und Schmiedeeisenbalkon; Brunnenbecken, genaster Vierpass, Granit; Garteneinfriedung, Spiegelpfeiler mit Kugel-, beim Eingang mit Vasenaufsätzen, Schmiedeeisenzaun | D-2-75-137-17  | Pavillon, Garten                                           |
| Krankenhausstraße 28 (Standort)                                     | Wohnhaus                                                   | Eingeschossiger und traufständiger Mansarddachbau mit Schopf, um 1850 | D-2-75-137-19  | Wohnhaus                                                   |
| Krankenhausstraße 30 (Standort)                                     | Wohnhaus                                                   | Eingeschossiger und traufständiger Mansarddachbau, um 1850; ehemaliges Waschhaus, gleichzeitig | D-2-75-137-20  | Wohnhaus                                                   |
| Ledererplatz (Standort)                                             | Brunnen                                                    | Mit rechteckigem Grand aus Granit, bezeichnet 1844, und erneuerter Figur des hl. Johannes von Nepomuk; 2012 von der Bachstraße 21 hierher versetzt | D-2-75-137-132 | Brunnen                                                    |
| Ledererplatz 6 (Standort)                                           | Ehemals Wohnhaus der Lederfabrik Münch                     | Zweigeschossiger und firstparalleler Walmdachbau mit Putzgliederungen, Anfang 19. Jahrhundert | D-2-75-137-26  | weitere Bilder                                             |
| Marktplatz (bei Nr. 55) (Standort)                                  | Brunnen                                                    | Achteckiges Becken mit Eckpilastern und St.-Florians-Figur auf Brunnenstock, neugotisch bezeichnet mit "1869" | D-2-75-137-67  | weitere Bilder                                             |
| Marktplatz 1 (Standort)                                             | Gasthof zur Post                                           | Zweigeschossiger Massivbau mit Walmdach und Treppenhauslaterne, klassizistisch, 1808, mit schmiedeeisernem Wirtshausschild, gleichzeitig | D-2-75-137-27  | weitere Bilder                                             |
| Marktplatz 2 (Standort)                                             | Ehemaliges Mauthaus                                        | Zweigeschossiger und giebelständiger Schopfwalmdachbau mit Kniestock und Granitsteinportal, bezeichnet 1602; Lagerhaus, giebelständiger Schopfwalmdachbau mit korbbogiger Einfahrt und Putzrahmen, Ende 19. Jahrhundert | D-2-75-137-28  | weitere Bilder                                             |
| Marktplatz 3 (Standort)                                             | Handwerkerhaus                                             | Zweigeschossiger und giebelständiger Satteldachbau mit Vorschussgiebel, Türsturz bezeichnet 1659, Fassade Mitte 19. Jahrhundert | D-2-75-137-29  | weitere Bilder                                             |
| Marktplatz 6 (Standort)                                             | Ehemaliges Schiffmeisterhaus                               | Dreigeschossiger Walmdachbau mit Rundbogenfenstern und Putzgliederungen, Rundbogenstil, bezeichnet 1838, im Kern wohl 17./18. Jahrhundert | D-2-75-137-31  | weitere Bilder                                             |
| Marktplatz 10 (Standort)                                            | Wohnhaus                                                   | Zweigeschossiger und giebelständiger Flachsatteldachbau mit gestufter Giebelmauer und Putzgliederungen, im Erdgeschoss korbbogige Öffnungen, bezeichnet 1788, Fassade um 1840 | D-2-75-137-33  | weitere Bilder                                             |
| Marktplatz 12 (Standort)                                            | Wohnhaus                                                   | Zweigeschossiger und giebelständiger Flachsatteldachbau mit hoher Vorschussmauer und Putzgliederungen, biedermeierlich, um 1840 | D-2-75-137-34  | weitere Bilder                                             |
| Marktplatz 13 (Standort)                                            | Portal                                                     | Mit Kragsteinsturz, Granit, bezeichnet 1585 | D-2-75-137-35  | BW                                                         |
| Marktplatz 14 (Standort)                                            | Wohnhaus                                                   | Wohnhaus, zweigeschossiger und giebelständiger Flachsatteldachbau mit Schweifgiebel, 18. Jahrhundert | D-2-75-137-36  | weitere Bilder                                             |
| Marktplatz 18 (Standort)                                            | Portal                                                     | Mit Kragsteinsturz, Granit, nachgotisch, bezeichnet 1578 | D-2-75-137-38  | Portal                                                     |
| Marktplatz 21 (Standort)                                            | Handwerkerhaus, ehemals Bäckerei                           | Zwei– bis dreigeschossiger und giebelständiger Flachsatteldachbau mit Dachvorschuss, Kniestock und neugotischem Schmiedeeisenbalkon, im Kern wohl noch 16. Jahrhundert, Fassade um 1800 im Stil des Rokoko stuckiert | D-2-75-137-40  | Handwerkerhaus, ehemals Bäckerei                           |
| Marktplatz 22 (Standort)                                            | Wohnhaus                                                   | Dreigeschossiger und giebelständiger Flachsatteldachbau mit Vorschussmauer, Putzgliederungen und seitlicher Einfahrt, im Kern 17. Jahrhundert, Fassade biedermeierlich, um 1840; Rückgebäude, zweigeschossiger, zum Kirchhof giebelständiger Flachsatteldachbau, 17./18. Jahrhundert | D-2-75-137-41  | Wohnhaus                                                   |
| Marktplatz 23 (Standort)                                            | Handwerkerhaus                                             | Zweigeschossiges und giebelständiges Kleinhaus mit Flachsatteldach, Giebelmauer und Kastenerker, im Kern 16./17. Jahrhundert | D-2-75-137-42  | Handwerkerhaus                                             |
| Marktplatz 25 (Standort)                                            | Gasthaus zum Doppeladler                                   | Dreigeschossiger und giebelständiger Flachsatteldachbau mit Vorschussmauer und Pilastergliederung und Putzrahmungen, im Kern 18. Jahrhundert, Fassade nach 1830 | D-2-75-137-43  | Gasthaus zum Doppeladler                                   |
| Marktplatz 29 (Standort)                                            | Wohnhaus                                                   | Dreigeschossiger und giebelständiger Flachsatteldachbau mit Vorschussmauer, im Kern 17./18. Jahrhundert, Fassade im Rundbogenstil, Mitte 19. Jahrhundert | D-2-75-137-44  | Wohnhaus                                                   |
| Marktplatz 30 (Standort)                                            | Ehemals Gasthaus Goldenes Schiff                           | Dreigeschossiger und giebelständiger Halbwalmdachbau mit Putzgliederungen und seitlicher Durchfahrt, im Kern 17. Jahrhundert, Fassade barock, 2. Hälfte 18. Jahrhundert | D-2-75-137-45  | Ehemals Gasthaus Goldenes Schiff                           |
| Marktplatz 31 (Standort)                                            | Rückgebäude zu Marktplatz 31                               | Rückgebäude, ehemals Tabakfabrik, zweigeschossiger und traufständiger Mansardwalmdachbau mit Fassadengliederung und Fresko der Immaculata, klassizistisch, 1. Hälfte 19. Jahrhundert | D-2-75-137-46  | Rückgebäude zu Marktplatz 31                               |
| Marktplatz 31 (Standort)                                            | Wohnhaus                                                   | Dreigeschossiger und giebelständiger Halbwalmdachbau, im Kern 17. Jahrhundert, Erdgeschoss gewölbt, mit altem Ladengeschäft des 19. Jahrhunderts, im Obergeschoss Stuckdecke und Hauskapelle des 17. Jahrhunderts, Teile von freigelegten Fresken der 1. Hälfte des 17. Jahrhunderts | D-2-75-137-46  | weitere Bilder                                             |
| Marktplatz 33 (Standort)                                            | Wohnhaus                                                   | Zweigeschossiger und giebelständiger Flachsatteldachbau mit Schweifgiebel, Putzgliederungen und seitlichen Schwibbögen, 1. Hälfte 19. Jahrhundert; Rückgebäude, ehemals Tabakspeicher, dreigeschossiger und giebelständiger Mansardwalmdachbau, 18. Jahrhundert | D-2-75-137-48  | Wohnhaus                                                   |
| Marktplatz 35 (Standort)                                            | Wohnhaus                                                   | Wohnhaus, zweigeschossiger und giebelständiger Flachsatteldachbau mit Dachvorschuss und Fassadenfresko, bezeichnet 1774 | D-2-75-137-50  | weitere Bilder                                             |
| Marktplatz 35 a (Standort)                                          | Stadel; Rückgebäude zu Marktplatz 35                       | Rückgebäude, eingeschossiger und firstparalleler Mansardwalmdachbau mit schmiedeeisernen Fensterkörben, 18. Jahrhundert; Stadel, zweigeschossiger und traufständiger Mansarddachbau mit Erdgeschoss-Arkaden, 18. Jahrhundert | D-2-75-137-50  | weitere Bilder                                             |
| Marktplatz 37 (Standort)                                            | Gasthof zum Goldenen Kreuz                                 | Zweigeschossiger und giebelständiger Flachsatteldachbau mit Schweifgiebel, 1. Hälfte 19. Jahrhundert | D-2-75-137-52  | weitere Bilder                                             |
| Marktplatz 39 (Standort)                                            | Portal                                                     | Korbbogiger Granitrahmen mit zweiflügeliger Tür, bezeichnet 1815 | D-2-75-137-53  | Portal                                                     |
| Marktplatz 40 (Standort)                                            | Wohnhaus, sogenanntes Thurnwalter-Haus                     | Zweigeschossiger und traufständiger Satteldachbau mit Putzgliederungen, Fassade klassizistisch, bezeichnet 1819 | D-2-75-137-54  | weitere Bilder                                             |
| Marktplatz 41 (Standort)                                            | Wohnhaus                                                   | Dreigeschossiger und giebelständiger Flachsatteldachbau mit Vorschussgiebel und Scheitelzinne, Mitte 19. Jahrhundert | D-2-75-137-55  | weitere Bilder                                             |
| Marktplatz 42 (Standort)                                            | Rathaus                                                    | Dreigeschossiger und traufständiger Flachsatteldachbau mit Putzgliederungen, im Kern wohl 17. Jahrhundert, Fassadengliederung in Spätrokokoformen, nach 1839; im Erdgeschoss gotische Grabplatten der 2. Hälfte des 15. und des frühen 16. Jahrhunderts | D-2-75-137-56  | weitere Bilder                                             |
| Marktplatz 42 (Standort)                                            | Stadel                                                     | Firstparalleler Walmdachbau mit zwei Einfahrtstoren, 2. Hälfte 19. Jahrhundert | D-2-75-137-56  | Stadel                                                     |
| Marktplatz 43 (Standort)                                            | Handwerkerhaus                                             | Dreigeschossiger und giebelständiger Flachsatteldachbau mit Vorschussmauer, bezeichnet 1679 | D-2-75-137-57  | weitere Bilder                                             |
| Marktplatz 44 (Standort)                                            | Ehemaliges Gasthaus zum Goldenen Ochsen                    | Heute Gemeindebibliothek und Teil des Rathauses, dreigeschossiger und traufständiger Satteldachbau, im Kern 16. Jahrhundert, Fassade mit Gasthausinschrift nach 1839 | D-2-75-137-58  | weitere Bilder                                             |
| Marktplatz 47 (Standort)                                            | Wohnhaus                                                   | Zweiteiliger, zweigeschossiger und giebelständiger Flachsatteldachbau mit Vorschussmauern und Putzgliederungen, nach Süden niedriger, im Kern 17. Jahrhundert, Fassade klassizistisch, Anfang 19. Jahrhundert | D-2-75-137-60  | Wohnhaus                                                   |
| Marktplatz 49 (Standort)                                            | Wohnhaus                                                   | Zweigeschossiger und giebelständiger Flachsatteldachbau mit Schweifgiebel, 1. Hälfte 19. Jahrhundert | D-2-75-137-61  | Wohnhaus                                                   |
| Marktplatz 51 (Standort)                                            | Wohnhaus                                                   | Zweigeschossiger Walmdachbau mit Bändergliederung und seitlichem Schwibbogen, 1. Hälfte 19. Jahrhundert, im Kern 17. Jahrhundert | D-2-75-137-62  | Wohnhaus                                                   |
| Marktplatz 52 (Standort)                                            | Handwerkerhaus                                             | Ehemals Binderhaus, zweigeschossiger und traufständiger Eckbau mit Flachsatteldach, im Kern 17. Jahrhundert | D-2-75-137-63  | Handwerkerhaus                                             |
| Marktplatz 53 (Standort)                                            | Wohnhaus                                                   | Zweigeschossiger und giebelständiger Halbwalmdachbau mit Vorschussmauer und Putzgliederungen, klassizistisch, Anfang 19. Jahrhundert | D-2-75-137-64  | Wohnhaus                                                   |
| Matzenberger Straße (Standort)                                      | Wegkapelle                                                 | Offener Zeltdachbau mit Pilastergliederung, 18. Jahrhundert; mit Ausstattung | D-2-75-137-70  | Wegkapelle                                                 |
| Matzenberger Straße 18 (Standort)                                   | Kapelle                                                    | Alte Ausstattung der 1964 wiedererrichteten Wegkapelle (An der bezeichneten Stelle befindet sich keine Kapelle). | D-2-75-137-6   | BW                                                         |
| Passauer Straße 49 (Standort)                                       | Wegkapelle, sogenannte Kreuzsäulenkapelle                  | In einem Hain von sechs alten Linden, polygonal schließender und giebelständiger Satteldachbau mit Dachreiter, neugotisch, bezeichnet 1850; mit Ausstattung | D-2-75-137-72  | Wegkapelle, sogenannte Kreuzsäulenkapelle                  |
| Schloßplatz 1 (Standort)                                            | Ehemaliges Amtshaus (Gefängnis)                            | Zweigeschossiger Satteldachbau in Ecklage, 18. Jahrhundert | D-2-75-137-73  | Ehemaliges Amtshaus (Gefängnis)                            |
| Krankenhausstraße 3 (Standort)                                      | Brunnen                                                    | Granit, bez. A. M. 1891 | D-2-75-137-73  | BW                                                         |
| Krankenhausstraße 3 (Standort)                                      | Einfriedung des ehemaligenPflegergartens                   | Sechs Spiegelpfeiler der Gartenmauer mit barocken Zwergenfiguren, angeblich vom Schloss Neuburg a. Inn, 18. Jahrhundert | D-2-75-137-73  | weitere Bilder                                             |
| Schloßplatz 2 (Standort)                                            | Ehemaliges fürstbischöfliches Pflegschloss                 | Erbaut vor 1423–26, 1582–83 Umbau zum Renaissanceschloss unter Fürstbischof Urban von Trennbach, 1965–82 Umbau zum Museum; Schlossgebäude, dreieinhalbgeschossiger Halbwalmdachbau mit Fassadenmalereien; Ringmauer mit zwei Sechsecktürmen mit Pyramidendach auf der Südseite; Schlossbrücke, dreibogige Steinbrücke, nach 1798; ehemals, das Schloss dreiseitig umgebender Wassergraben mit Futtermauern, mittelalterlich; Umfriedung des ehemaligen Schlossgartens, Bruchsteinmauer, 18. Jahrhundert | D-2-75-137-74  | weitere Bilder                                             |
| Schloßplatz 4 (Standort)                                            | Ehemaliges Schrankenhäusl                                  | Eingeschossiger Satteldachbau über verzogenem Grundriss, mit Einfahrtstor und Anbau, 2. Hälfte 18. Jahrhundert, später erweitert | D-2-75-137-75  | weitere Bilder                                             |
| Tillygasse 1 (Standort)                                             | Wohnhaus                                                   | Zweigeschossiger Walmdachbau in Ecklage, mit Putzgliederungen, Anfang 18. Jahrhundert | D-2-75-137-76  | weitere Bilder                                             |
| Tillygasse 2 (Standort)                                             | Wohnhaus                                                   | Zweigeschossiger und traufständiger Satteldachbau mit gebändertem Erdgeschoss und Fassadenfresko hl. Florian, 1. Hälfte 19. Jahrhundert, Fresko erneuert | D-2-75-137-77  | weitere Bilder                                             |
| Tillygasse 4 (Standort)                                             | Wohnhaus, sogenanntes Tillyhaus                            | Zweigeschossiger und firstparalleler Walmdachbau mit Pilastergliederung, nach Norden zweigeschossiger Satteldachbau, im Kern 17. Jahrhundert, Fassade mit Rokokodekor, um 1800 | D-2-75-137-78  | weitere Bilder                                             |
| Tillygasse 12 (Standort)                                            | Wohnhaus                                                   | Dreigeschossiger Walmdachbau in Ecklage, mit Fassadenfresko der Krönung Mariens, wohl 1. Hälfte 19. Jahrhundert | D-2-75-137-80  | weitere Bilder                                             |
| Tillygasse 13 (Standort)                                            | Bildstock                                                  | Kantpfeiler mit rundbogigem Aufsatz und spitzbogiger Nische, Granit, wohl noch 16. Jahrhundert | D-2-75-137-81  | Bildstock                                                  |
| Uferstraße 6 (Standort)                                             | Ehemalige Braustätte des Weißbräuhauses                    | Jetzt Wohnhaus, dreigeschossiger und firstparalleler Walmdachbau, Anfang 19. Jahrhundert | D-2-75-137-82  | Ehemalige Braustätte des Weißbräuhauses                    |
| Uferstraße 24 (Standort)                                            | Wohnhaus                                                   | Zweigeschossiger und giebelständiger Flachsatteldachbau mit Schweifgiebel, Putzgliederungen und seitlichen Schwibbögen, 1. Hälfte 19. Jahrhundert; Rückgebäude, ehemals Tabakspeicher, dreigeschossiger und giebelständiger Mansardwalmdachbau, 18. Jahrhundert | D-2-75-137-48  | Wohnhaus                                                   |
| Uferstraße 48 (Standort)                                            | Wohnhaus                                                   | Zweigeschossiger und firstparalleler Walmdachbau mit Eckquaderungen, klassizistisch, wohl 1. Hälfte 19. Jahrhundert | D-2-75-137-85  | Wohnhaus                                                   |

### Erlau
| Lage                                                   | Objekt                                     | Beschreibung | Akten-Nr.      | Bild                           |
| ------------------------------------------------------ | ------------------------------------------ | --- | -------------- | ------------------------------ |
| Bahnlinie Passau-Voglau - Hauzenberg; Erlau (Standort) | Eisenbahnbrücke über die Erlau             | Eisenbahnbrücke über die Erlau, Teil der Lokalbahnstrecke Passau-Voglau–Hauzenberg; Bogenbrücke zu drei mächtigen Halbkreisen, Granitquadermauerwerk, 1903/04. | D-2-75-137-103 | Eisenbahnbrücke über die Erlau |
| Bahnlinie Passau-Voglau - Hauzenberg; Erlau (Standort) | Eisenbahnbrücke an der Schlossberg-Passage | Teil der Lokalbahnstrecke Passau-Voglau-Hauzenberg, Parabelbogen-Brücke mit steilen Entlastungsbögen, Granitquadermauerwerk, 1903/04                           | D-2-75-150-36  | BW                             |

### Grub
| Lage              | Objekt                     | Beschreibung                                                                                         | Akten-Nr.     | Bild                       |
| ----------------- | -------------------------- | --- | ------------- | -------------------------- |
| Grub 9 (Standort) | Wohnhaus des Vierseithofes | Zweigeschossiger und giebelständiger Halbwalmdachbau mit Putzgliederungen, 2. Hälfte 19. Jahrhundert | D-2-75-137-87 | Wohnhaus des Vierseithofes |

### Haar
| Lage                            | Objekt                     | Beschreibung | Akten-Nr.     | Bild                       |
| ------------------------------- | -------------------------- | --- | ------------- | -------------------------- |
| Kugelholzstraße 4, 6 (Standort) | Wohnhaus                   | Zweigeschossiger und giebelständiger Massivbau mit Halbwalmdach und Putzgliederungen, mit zwei rundbogigen Eingängen, bezeichnet 1860 und 1863 | D-2-75-137-90 | Wohnhaus                   |
| Lindenstraße 15 (Standort)      | Wohnhaus des Dreiseithofes | Zweigeschossiger und giebelständiger Mansardwalmdachbau mit reicher Putzgliederung und korbbogiger Hofeinfahrt, klassizistisch, 1818           | D-2-75-137-89 | Wohnhaus des Dreiseithofes |

### Hammermühle
| Lage                           | Objekt                                      | Beschreibung                                                                                | Akten-Nr.     | Bild                                        |
| ------------------------------ | ------------------------------------------- | ------------------------------------------------------------------------------------------- | ------------- | ------------------------------------------- |
| Hammermühlstraße 35 (Standort) | Kapelle                                     | Giebelständiger Satteldachbau mit spitzbogigen Öffnungen und Dachreiter, 19. Jahrhundert    | D-2-75-137-9  | Kapelle                                     |
| Hammermühlstraße 36 (Standort) | Ehemalig Kunstmühle, sogenannte Hammermühle | Zweigeschossiger und traufständiger Walmdachbau, 1886                                       | D-2-75-137-10 | Ehemalig Kunstmühle, sogenannte Hammermühle |
| Nähe Eckerstampf (Standort)    | Hofkreuz                                    | Hofkreuz, Kruzifixus im Dreinageltypus, spätgotisch, um 1500; zugehörig Hammermühlstraße 36 | D-2-75-137-10 | Hofkreuz                                    |

### Matzenberg
| Lage                       | Objekt      | Beschreibung | Akten-Nr.     | Bild        |
| -------------------------- | ----------- | --- | ------------- | ----------- |
| Matzenberg 1, 3 (Standort) | Dorfkapelle | Satteldachbau mit leicht eingezogener Apsis und Rahmengliederungen, 3. Viertel 19. Jahrhundert; mit Ausstattung | D-2-75-137-95 | Dorfkapelle |

### Niedernhof
| Lage                          | Objekt     | Beschreibung                                                                | Akten-Nr.     | Bild       |
| ----------------------------- | ---------- | --------------------------------------------------------------------------- | ------------- | ---------- |
| Kr PA 89 (Standort)           | Bildstock  | Gefaster Pfeiler mit rundbogigem Kopfstück, 2. Hälfte 16. Jahrhundert       | D-2-75-137-97 | Bildstock  |
| Kühweide; Kr PA 89 (Standort) | Wegkapelle | Traufständiger Satteldachbau mit stichbogiger Öffnung, Ende 18. Jahrhundert | D-2-75-137-96 | Wegkapelle |

### Öd
| Lage             | Objekt   | Beschreibung                                                         | Akten-Nr.     | Bild     |
| ---------------- | -------- | -------------------------------------------------------------------- | ------------- | -------- |
| In Öd (Standort) | Wegkreuz | Christusfigur, 19. Jh.; wohl ehemals aus einer abgebrochenen Kapelle | D-2-75-137-98 | Wegkreuz |

### Rackling
| Lage                     | Objekt             | Beschreibung                                                   | Akten-Nr.      | Bild               |
| ------------------------ | ------------------ | -------------------------------------------------------------- | -------------- | ------------------ |
| Dorfstraße 18 (Standort) | Arma-Christi-Kreuz | Kruzifixus im Dreinageltypus, 19. Jahrhundert                  | D-2-75-137-99  | Arma-Christi-Kreuz |
| Dorfstraße 25 (Standort) | Dorfkapelle        | Historische Ausstattung der 1979 wiedererrichteten Dorfkapelle | D-2-75-137-100 | weitere Bilder     |

### Steinöd
| Lage                 | Objekt      | Beschreibung                                            | Akten-Nr.      | Bild        |
| -------------------- | ----------- | ------------------------------------------------------- | -------------- | ----------- |
| Haselholz (Standort) | Waldkapelle | Historische Ausstattung der 1973 erneuerten Holzkapelle | D-2-75-137-101 | Waldkapelle |

## Ehemalige Baudenkmäler
In diesem Abschnitt sind Objekte aufgeführt, die früher einmal in der Denkmalliste eingetragen waren, jetzt aber nicht mehr. Objekte, die in anderem Zusammenhang also z. B. als Teil eines Baudenkmals weiter eingetragen sind, sollen hier nicht aufgeführt werden. Aktennummern in diesem Abschnitt sind ehemalige, jetzt nicht mehr gültige Aktennummern.

| Lage                                        | Objekt                          | Beschreibung | Akten-Nr.     | Bild                   |
| ------------------------------------------- | ------------------------------- | --- | ------------- | ---------------------- |
| Obernzell Krankenhausstraße (Standort)      | Bildstock                       | Ende 19. Jahrhundert; bei Matzenberger Straße 12. | D-2-75-137-25 | BW                     |
| Obernzell Marktplatz 5 (Standort)           | Türsturz                        | Bezeichnet 1814 | D-2-75-137-30 | BW                     |
| Obernzell Marktplatz 7 (Standort)           | Türgewände und Haustür          | Anfang 19. Jahrhundert | D-2-75-137-32 | Türgewände und Haustür |
| Marktplatz 16 (Standort)                    | Wohnhaus                        | Nebengebäude mit Wohnhaus und Stadel, zweigeschossiger Satteldachbau mit Erdgeschoss-Arkaden, rückseitig Stützpfeiler, 2. Hälfte 19. Jahrhundert           | D-2-75-137-36 | Wohnhaus               |
| Obernzell Marktplatz 17 (Standort)          | Türgewände und Haustür          | Ende 18. Jahrhundert | D-2-75-137-37 | Türgewände und Haustür |
| Obernzell Marktplatz 18 (Standort)          | Granitportal                    | bezeichnet 1589 | D-2-75-137-39 | BW                     |
| Obernzell Marktplatz 45 (Standort)          | Wohnhaus                        | Wohnhaus mit vorkragendem Flachsatteldach, im Kern 2. Hälfte 18. Jahrhundert                                                                               | D-2-75-137-59 | BW                     |
| Obernzell Marktplatz 55 (Standort)          | Ehemaliges Hafner-Wirtshaus     | Anlage 17. Jahrhundert, Giebelfassade um Mitte 19. Jahrhundert                                                                                             | D-2-75-137-65 | BW                     |
| Obernzell Mühlenweg 7 (Standort)            | Mühlgebäude mit Krüppelwalmdach | um 1800 | D-2-75-137-71 | BW                     |
| Obernzell Uferstraße 36 (Standort)          | Wohnhaus                        | Wohnhaus mit vorkragendem Flachsatteldach und angesetzten Stützmauern, im Kern 18. Jahrhundert                                                             | D-2-75-137-83 | BW                     |
| Obernzell Uferstraße 42 (Standort)          | Wohnhaus mit Krüppelwalmdach    | Fletz im Erdgeschoss tonnengewölbt, im Kern wohl 17. Jahrhundert                                                                                           | D-2-75-137-84 | BW                     |
| Von Ederlsdorf nach Leopoldsdorf (Standort) | Kapelle                         | mit Walmdach, 18. Jahrhundert; mit Ausstattung; an der Straße nach Leopoldsdorf                                                                            | D-2-75-137-86 | BW                     |
| Grub (Standort)                             | Wegkapelle                      | Alte Ausstattung der modernen Wegkapelle. | D-2-75-137-88 | BW                     |
| Haar Stierfeld (Standort)                   | Kapelle                         | 19. Jahrhundert; mit Ausstattung; im Wald. | D-2-75-137-91 | BW                     |
| Hötzmannsöd 3 (Standort)                    | Erdgeschossiges Waldlerhaus     | Erdgeschossiges Waldlerhaus mit Flachsatteldach und Giebelschrot, Blockbau des 18. Jahrhunderts, die nördliche Haushälfte 1823 massiv erneuert.            | D-2-75-137-92 | BW                     |
| Matzenberg Haus Nummer 32 (Standort)        | Bauernhaus                      | Bauernhaus, mit Halbwalmdach, bezeichnet 1842 (Anmerkung: Laut historischer Karte befand sich das Objekt beim heutigen Matzenberg 2; eventuell abgegangen) | D-2-75-137-94 | BW                     |
| Öd (Standort)                               | Holzkapelle                     | Alte Ausstattung der modernen Holzkapelle | D-2-75-137-98 | BW                     |